# 法尔塞特
法尔塞特，是西班牙加泰罗尼亚塔拉戈纳省的一个市镇。总面积32平方公里，总人口2471人（2001年），人口密度77人/平方公里。